# Buôn Ma Thuột
Buôn Ma Thuột (écrit aussi Buon Ma Thuat, Buon Me Thuat ou Ban Mê Thuột) est une ville du Viêt Nam d'environ 300 000 habitants, capitale de la province du Đắk Lắk dans les Hauts Plateaux du Centre.
C'est la ville la plus grande des Hauts Plateaux et elle est connue comme la capitale régionale du café. Elle était originellement peuplée par les Ê Đê (du groupe ethnique des Rhade), mais du fait des politiques d'acculturation active et de migrations massives de colons de l'ethnie dominante Viêt après la guerre du Viêt Nam, seuls 40 000 habitants font aujourd'hui partie d'ethnies montagnardes.

## Histoire
En 1904, la province de Đắk Lắk a été établie par les Français et Buôn Ma Thuột a été choisi comme centre administratif provincial, plutôt que la ville de Đôn sur la rivière Srepok. Au centre de la ville se trouvait Prison de Buôn Ma Thuột (vi), un des camps de prisonniers les plus brutaux établis par l'administration coloniale française pour emprisonner les résistants à la colonisation. Buôn Ma Thuột a été à l'origine colonisé par les Rhades, mais en raison de l'arrivée du Việt après la guerre du Vietnam et de la politique active d'acculturation, moins de 15 % (environ 40 000) sont encore des Montagnards. Une bataille importante s'y est déroulée à la fin de la guerre du Viêt Nam.

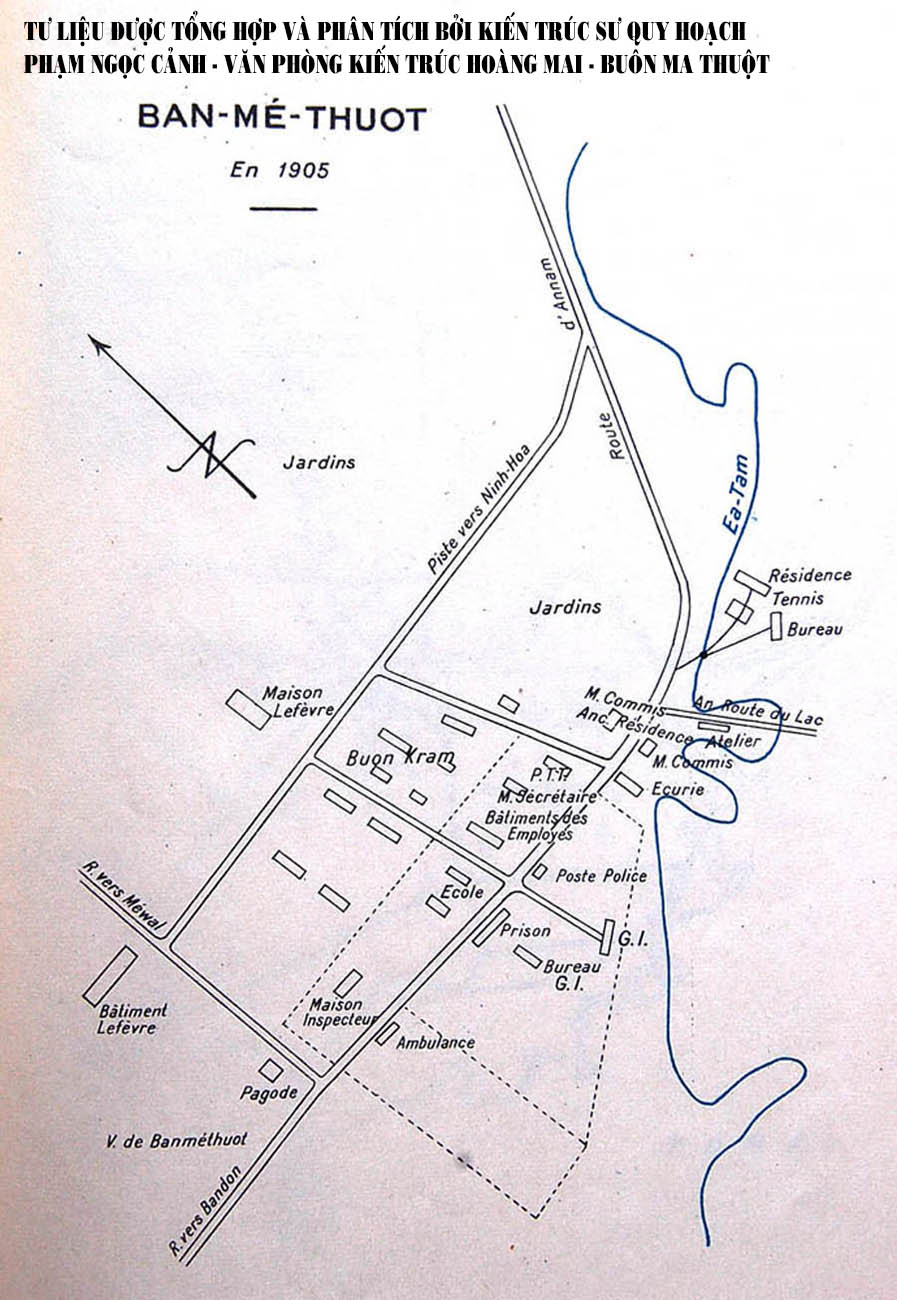
Plan de la ville en 1905.
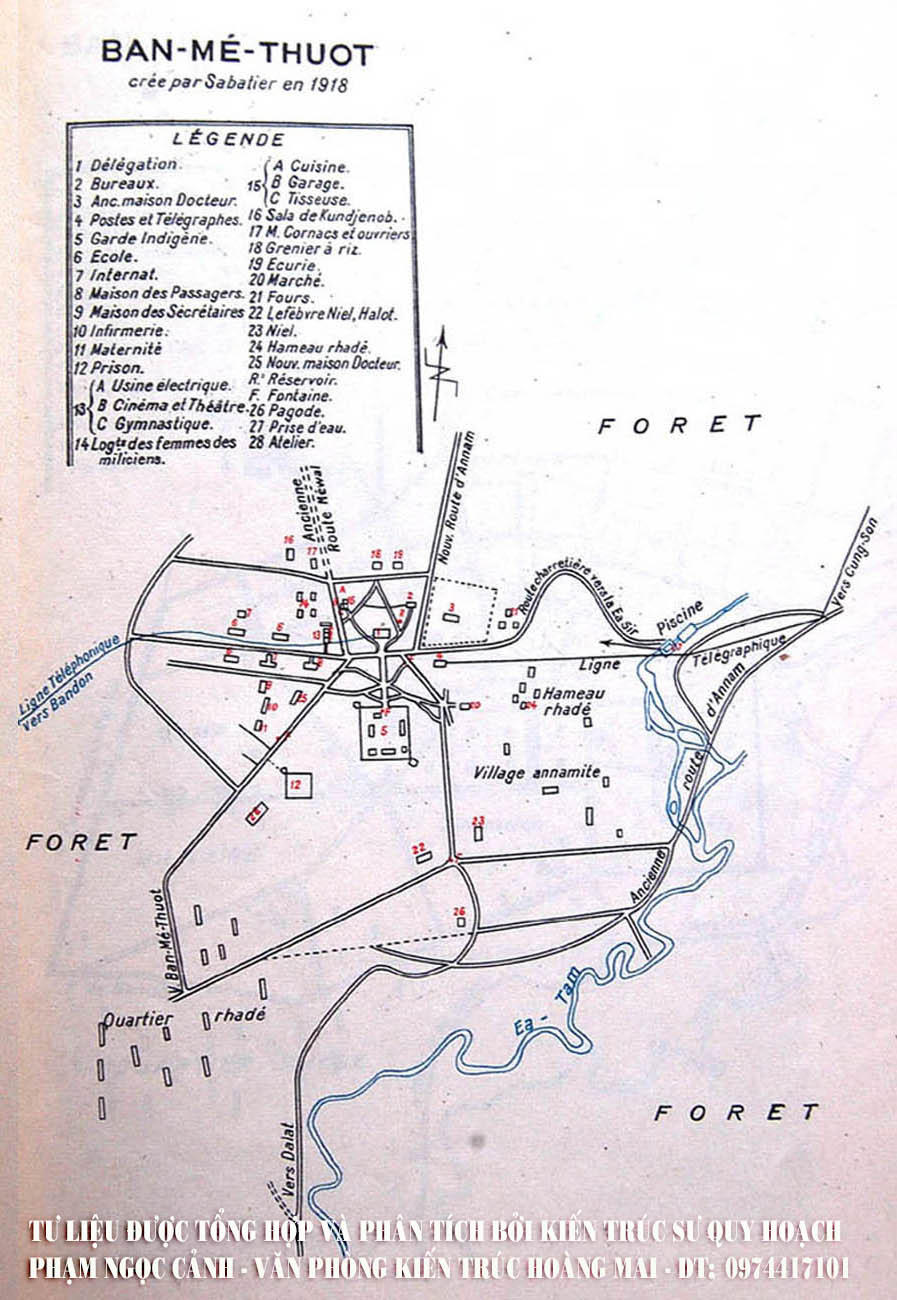
Plan de la ville en 1918.
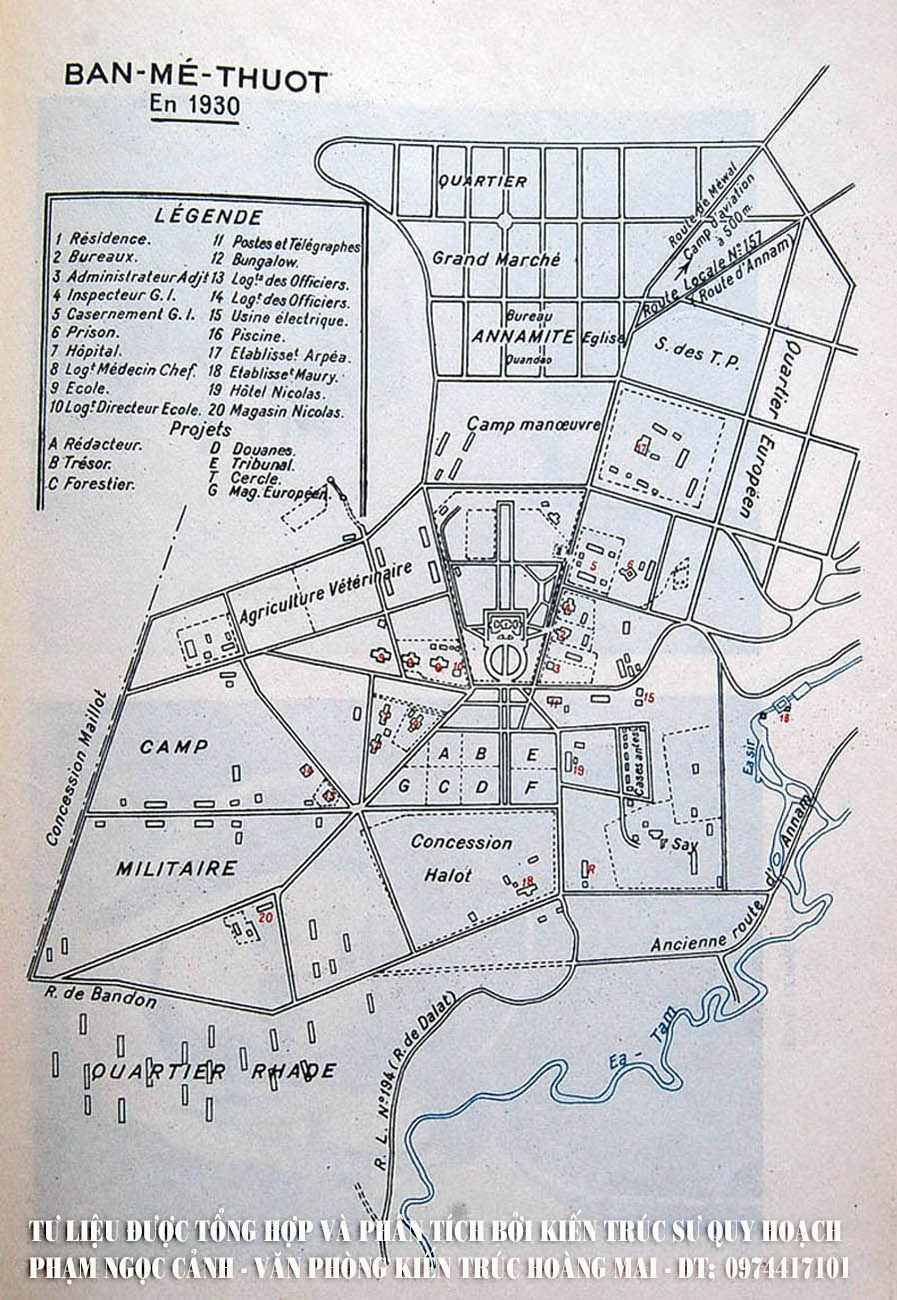
Plan de la ville en 1930.

## Transports
Buôn Ma Thuột est desservie par l'aéroport de Buôn Ma Thuôt.

## Culte
La ville est le siège du diocèse catholique du même nom, avec la cathédrale du Sacré-Cœur, construite en 1957-1958.

## Dans la littérature
Dans le roman Terre des oublis de Dương Thu Hương au chapitre XVII (page 474 dans l'édition le livre de poche).
Dans le roman Le sympathisant de Viet Thanh Nguyen au chapitre XIV. 

## Personnalités
- Viet Thanh Nguyen, Prix Pulitzer de la fiction 2016 pour Le Sympathisant, né à Buôn Ma Thuột ;
- Roland Dorgelès, écrivain français, a retranscrit sa découverte de la ville dans son livre Sur la route mandarine ;
- Léopold Gasc, général français, chef d’État-major à Ban-Me-Thuot en 1951 ;
- Philippe Rostan, cinéaste franco-vietnamien, est né à Ban-Me-Thuot où son père était propriétaire de plantation de café et d'hévéa ;
- Daniel Vigneux, résistant français, Compagnon de la Libération, mort à Buôn Ma Thuột.